# Grand Slam of Darts
De Grand Slam of Darts is een jaarlijks terugkerend toernooi tussen de winnaars van de televisietoernooien van de PDC en de BDO. De eerste drie edities, in 2007, 2008 en 2009, werden allen gewonnen door Phil Taylor. Verliezend finalisten waren respectievelijk Andy Hamilton (2007), Terry Jenkins (2008) en Scott Waites (2009). Het toernooi start op de tweede zaterdag van november.
Martin Adams had steeds steevast de uitnodigingen voor de Grand Slam of Darts geweigerd, omdat hij niet wilde uitkomen in een toernooi georganiseerd door de PDC. Overige BDO-spelers participeerden al wel in het PDC-evenement. Als gevolg van zijn opeenvolgende afwijzingen besloot de PDC tijdens de Grand Slam of Darts 2014 Adams niet meer uit te nodigen. In 2015 werd hij (als runner-up van Lakeside 2015) wel weer uitgenodigd en besloot hij voor het eerst de uitnodiging te accepteren op verzoek van de BDO. Adams behaalde een mooie prestatie door als enige overgebleven BDO-speler de knock-outfase te bereiken. Hij eindigde uiteindelijk bij de laatste zestien spelers.

In 2020 werd het toernooi niet in Wolverhampton gehouden, maar werd het vanwege de wereldwijde coronapandemie gespeeld in Coventry.

## Finales
| Jaar | Winnaar (gemiddelde in finale) | Legs    | Runner-up (gemiddelde in finale) | Sponsors       | Prijzenpot | Winnaar   | Runner-up |
| ---- | ------------------------------ | ------- | -------------------------------- | -------------- | ---------- | --------- | --------- |
| 2007 | Phil Taylor (101.75)           | 18 – 11 | Andy Hamilton (100.97)           | PartyBets.com  | £ 300.000  | £ 80.000  | £ 35.000  |
| 2008 | Phil Taylor (106.25)           | 18 – 9  | Terry Jenkins (100.92)           | PartyPoker.com | £ 356.000  | £ 100.000 | £ 40.000  |
| 2009 | Phil Taylor (103.94)           | 16 – 2  | Scott Waites (94.16)             | PartyPoker.com | £ 400.000  | £ 100.000 | £ 50.000  |
| 2010 | Scott Waites (99.86)           | 16 – 12 | James Wade (92.79)               | Daily Mirror   | £ 400.000  | £ 100.000 | £ 50.000  |
| 2011 | Phil Taylor (109.04)           | 16 – 4  | Gary Anderson (98.92)            | William Hill   | £ 400.000  | £ 100.000 | £ 50.000  |
| 2012 | Raymond van Barneveld (95.79)  | 16 – 14 | Michael van Gerwen (98.55)       | William Hill   | £ 400.000  | £ 100.000 | £ 50.000  |
| 2013 | Phil Taylor (98.14)            | 16 – 6  | Robert Thornton (97.02)          | William Hill   | £ 400.000  | £ 100.000 | £ 50.000  |
| 2014 | Phil Taylor (102.45)           | 16 – 13 | Dave Chisnall (98.02)            | Singha Beer    | £ 400.000  | £ 100.000 | £ 50.000  |
| 2015 | Michael van Gerwen (100.94)    | 16 – 13 | Phil Taylor (102.53)             | Singha Beer    | £ 400.000  | £ 100.000 | £ 50.000  |
| 2016 | Michael van Gerwen (98.74)     | 16 – 8  | James Wade (90.73)               | Singha Beer    | £ 400.000  | £ 100.000 | £ 50.000  |
| 2017 | Michael van Gerwen (102.18)    | 16 – 12 | Peter Wright (97.71)             | Bwin           | £ 450.000  | £ 112.500 | £ 55.000  |
| 2018 | Gerwyn Price (97.25)           | 16 – 13 | Gary Anderson (96.73)            | Bwin           | £ 450.000  | £ 112.500 | £ 55.000  |
| 2019 | Gerwyn Price (107.86)          | 16 – 6  | Peter Wright (96.28)             | Boylesports    | £ 550.000  | £ 125.000 | £ 65.000  |
| 2020 | José de Sousa (99.95)          | 16 – 12 | James Wade (94.26)               | Boylesports    | £ 550.000  | £ 125.000 | £ 65.000  |
| 2021 | Gerwyn Price (103.90)          | 16 – 8  | Peter Wright (91.51)             | Cazoo          | £ 550.000  | £ 125.000 | £ 65.000  |
| 2022 | Michael Smith (96.84)          | 16 – 5  | Nathan Aspinall (90.94)          | Cazoo          | £ 650.000  | £ 150.000 | £ 70.000  |
| 2023 | Luke Humphries (104.69)        | 16 – 8  | Rob Cross (103.61)               | Mr Vegas       | £ 650.000  | £ 150.000 | £ 70.000  |
| 2024 | Luke Littler (107.08)          | 16 – 3  | Martin Lukeman (93.42)           | Mr Vegas       | £ 650.000  | £ 150.000 | £ 70.000  |

## Finalisten
| Speler                | Gewonnen | Runner-up |
| --------------------- | -------- | --------- |
| Phil Taylor           | 6        | 1         |
| Michael van Gerwen    | 3        | 1         |
| Gerwyn Price          | 3        | 0         |
| Scott Waites          | 1        | 1         |
| Raymond van Barneveld | 1        | 0         |
| José de Sousa         | 1        | 0         |
| Michael Smith         | 1        | 0         |
| Luke Humphries        | 1        | 0         |
| Luke Littler          | 1        | 0         |
| James Wade            | 0        | 3         |
| Peter Wright          | 0        | 3         |
| Gary Anderson         | 0        | 2         |
| Dave Chisnall         | 0        | 1         |
| Andy Hamilton         | 0        | 1         |
| Terry Jenkins         | 0        | 1         |
| Robert Thornton       | 0        | 1         |
| Nathan Aspinall       | 0        | 1         |
| Rob Cross             | 0        | 1         |
| Martin Lukeman        | 0        | 1         |

## Nine-dart finishes
| Speler                | Jaar | Ronde          | Resultaat | Tegenstander       |
| --------------------- | ---- | -------------- | --------- | ------------------ |
| James Wade            | 2008 | Achtste finale | 8 – 10    | Gary Anderson      |
| Kim Huybrechts        | 2014 | Kwartfinale    | 16 – 10   | Michael van Gerwen |
| Dave Chisnall         | 2015 | Groepsfase     | 5 – 2     | Peter Wright       |
| Dimitri Van den Bergh | 2018 | Achtste finale | 10 – 7    | Stephen Bunting    |
| Josh Rock             | 2022 | Achtste finale | 8 – 10    | Michael van Gerwen |
| Ryan Searle           | 2023 | Groepsfase     | 5 – 3     | Nathan Rafferty    |

2007 · 2008 · 2009 · 2010 · 2011 · 2012 · 2013 · 2014 · 2015 · 2016 · 2017 · 2018 · 2019 · 2020 · 2021 · 2022 · 2023 · 2024 · 2025